# Green Acres
Green Acres – jednostka osadnicza w Stanach Zjednoczonych, w stanie Dakota Północna, w hrabstwie Rolette.